# 811 TCN
811 TCN là một năm trong lịch La Mã.